# Opiate
Opiate (с англ. — «Опиат») — мини-альбом американской метал-группы Tool, выпущенный 10 марта 1992 года на лейбле Zoo Entertainment и вышедший за год до дебютного лонгплея группы Undertow. Альбом был спродюсирован Сильвией Масси и бывшим басистом Minor Threat Стивом Хансгеном. Он получил своё название благодаря цитате Карла Маркса: «Религия есть опиум народа». Мини-альбом был сертифицирован как «платиновый», а когда в августе 2019 года Tool перевыпустили его для стриминговых сервисов, Opiate вошёл в несколько международных чартов.

## Предыстория и запись
Opiate включает семь песен, состоящих из шести треков, два из которых являются концертными записями. Большинство версий мини-альбома (все, кроме кассеты) содержат скрытую седьмую песню под названием «The Gaping Lotus Experience». В версиях на компакт-дисках песня скрыта в конце последнего трека альбома, «Opiate», и начинается примерно через 6 минут 10 секунд после завершения заглавной песни. Виниловые копии Opiate имели двойную канавку на второй стороне; одна содержала «Cold and Ugly», а вторая — «The Gaping Lotus Experience». Обе канавки вели к «Jerk-Off».
Песня «Sweat» вошла в саундтрек к фильму «Побег из Лос-Анджелеса».
«Cold and Ugly» и «Jerk-Off» были записаны специально для альбома в Jellö Loft в канун Нового 1991 года при живой публике. В результате эти две песни никогда не были доступны как настоящие «студийные» записи, за исключением демозаписи группы 1991 года 72826. На этой демозаписи также были представлены ранние версии «Hush» и «Part of Me» (а также «Crawl Away» и «Sober», которые в конечном итоге окажутся на Undertow); демо было использовано для подписания контракта группы с лейблом. Все четыре песни были перезаписаны для Opiate.
На оригинальных вкладышах компакт-диска к альбому есть коллаж из фотографий участников группы в детстве, среди различных предметов и игрушек, а также есть фотография человека, занимающегося некрофилией с сильно разложившимся трупом. Это друг группы, сфотографированный в студии мастера по спецэффектам Стэнли Уинстона.
На трек «Hush» было снято первое в истории группы музыкальное видео, выполненное в чёрно-белой стилистике. Канадский музыкальный канал MuchMusic регулярно транслировал этот клип.

## Музыка и тексты
Наряду с Undertow многие поклонники Tool считают Opiate самым тяжелым альбомом группы. В песне «Hooker with a Penis» с их второго полноформатного альбома Ænima есть отсылка на связь фанатов группы и мини-альбомом Opiate. Мини-альбом отличается простой структурой песен вместо прогрессивных черт, которыми группа стала известна позже в своей карьере. В интервью 2013 года гитарист Адам Джонс заявил: «Я люблю метал, но мне нравятся и другие вещи, которые привнесла группа. Когда мы только начинали, звукозаписывающая компания сказала, что мы должны выбрать наши самые тяжелые песни, потому что это влияние — вы метал-группа, и это действительно важно».
Темы, поднимаемые в Opiate, включают цензуру и организованную религию.

## Переиздание 2013 года
26 марта 2013 года группа выпустила ограниченное издание альбома, приуроченное к 21-й годовщине мини-альбома, которое включает различные бонусы, наподобие новой обложки. Художник Ади Гранов создал иллюстрации для издания, и оно было выпущено ограниченным тиражом всего в 5000 экземпляров.

## Список композиций
Все тексты написаны Мэйнардом Джеймсом Кинаном, вся музыка написана Адамом Джонсом, Дэнни Кэри и Полом Д'Амуром.
| №                   | Название | Длительность |
| ------------------- | --- | ------------ |
| 1.                  | «Sweat» | 3:46         |
| 2.                  | «Hush» | 2:48         |
| 3.                  | «Part of Me» | 3:17         |
| 4.                  | «Cold and Ugly» (концертная версия)                                                                                           | 4:09         |
| 5.                  | «Jerk-Off» (концертная версия)                                                                                                | 4:24         |
| 6.                  | «Opiate» (песня заканчивается на 5:20. Скрытый трек «The Gaping Lotus Experience» начинается на 6:10, после 50 секунд тишины) | 8:28         |
| Общая длительность: | Общая длительность: | 26:52        |

## Участники записи
- Мэйнард Джеймс Кинан — вокал
- Адам Джонс — гитара
- Пол Д'Амур — бас-гитара
- Дэнни Кэри — ударные

## Чарты
| Чарт (2019)                     | Высшая позиция |
| ------------------------------- | -------------- |
| Австралия (ARIA)                | 43             |
| Канада (Canadian Albums Chart)  | 85             |
| Швейцария (Schweizer Hitparade) | 87             |
| США (Billboard 200)             | 59             |

## Сертификации
| Регион | Сертификация | Продажи    |
| --- | ------------ | ---------- |
| Австралия (ARIA) | Платиновый   | 70 000     |
| США (RIAA) | Платиновый   | 1 000 000^ |
| ^ Данные о тиражах приведены только на основе сертификации. · Данные о продажах + прослушиваниях приведены только на основе сертификации. |              |            |